# Hirudinaria mespili
Hirudinaria mespili är en svampart som beskrevs av Ces. 1854. Hirudinaria mespili ingår i släktet Hirudinaria, divisionen sporsäcksvampar och riket svampar.   Inga underarter finns listade i Catalogue of Life.